# Tony Jones (snooker)
Tony Jones, né le 15 avril 1960, est un joueur de snooker anglais, professionnel de 1983 à 2004.
Sa carrière est principalement marquée par une victoire à l'Open d'Europe 1991. 

## Carrière
Le point central de sa carrière reste sa victoire lors de l'Open d'Europe en 1991, tournoi lors duquel il a notamment battu l'ancien champion du monde Denis Taylor, puis Mark Johnston-Allen, finaliste inattendu de l'épreuve. Ce résultat le propulse dans le top 16 du classement mondial pour la saison 1991-1992, duquel il sort dès la saison suivante. En dehors de cette victoire, Jones compte plusieurs autres quarts de finale dans des tournois de classement, mais n'a jamais plus atteint le moindre dernier carré. 
Son meilleur résultat au championnat du monde est deuxième tour lors de l'édition 1991, où il est battu par Taylor. Jones se retire du circuit professionnel après la saison 2004-2005, après un échec au premier tour de qualification du championnat du monde.  

## Palmarès
| Légende | Catégorie                      | Titres                         | Finales                        |
|         | Tournois classés               | 1                              | 0                              |
|         | Tournois par équipes           | 0                              | 1                              |
|         | Tournois amateurs              | 1                              | 0                              |
| Gras    | Tournois de la triple couronne | Tournois de la triple couronne | Tournois de la triple couronne |

### Victoires
| Saison    | Nom du tournoi                   | Lieu      | Finaliste           | Score | Tableau |
| 1983      | Championnat d'Angleterre amateur |           | John Parrott        | 13-9  |         |
| 1990-1991 | Open d'Europe                    | Rotterdam | Mark Johnston-Allen | 9-7   |         |

### Finales
| Saison    | Nom du tournoi                                      | Lieu        | Finaliste            | Score | Tableau |
| 1985-1986 | Championnat du monde par équipes (avec Ray Reardon) | Northampton | Steve Davis Tony Meo | 5-12  |         |